# 金光町
金光町（こんこうちょう）は、岡山県の南西部に位置した町。2006年3月21日、浅口郡鴨方町・寄島町との合併により浅口市となり、町役場は浅口市役所金光総合支所となっている。
町名の由来である金光教本部が置かれている。

## 地理
中央部を流れる里見川沿いは平坦である。南と北は山林となっている。
- 山 ： 遙照山（405m）、竜王山（231m）
- 河川 ： 里見川

## 歴史
- 1905年（明治38年）4月1日 - 浅口郡吉備村・占見村・竹村が新設合併し、三和村が発足。
- 1923年（大正12年）10月31日 - 町制施行、改称し金光町となる。
- 1930年（昭和05年）10月15日 - 県内で陸軍特別大演習が開かれる。町内に八重野外統監部が設置され、昭和天皇が行幸する[1]。
- 2006年（平成18年）3月21日 - 浅口郡鴨方町・寄島町との合併により浅口市となる。同日金光町廃止。

## 行政
- 町長 ： 片山均（2003年4月30日就任 1期目）

## 経済

### 産業
- 主な産業 ： 植木、造園業
- 産業人口

## 地域

### 教育
- 金光町立金光小学校
- 金光町立金光吉備小学校
- 金光町立金光竹小学校
- 金光町立金光中学校
- 金光学園中学校・高等学校

## 交通

### 鉄道路線
- JR西日本
  - 山陽本線：金光駅

金光教の祭礼時に「金光臨」と呼ばれる臨時列車が運行された。

### 道路
- 町内を走る高速道路：山陽自動車道
- 町内を走る一般国道：国道2号
- 町内を走る県道
  - 岡山県道60号倉敷笠岡線
  - 岡山県道382号本庄玉島線
  - 岡山県道430号玉島黒崎金光線
  - 岡山県道471号南浦金光線

## 名所・旧跡・観光スポット・祭事・催事
- 金光教本部
- 遙照山温泉
- 遙照山公園
- 丸山公園